# Piper erubescentispicum
Piper erubescentispicum är en pepparväxtart som beskrevs av William Trelease. Piper erubescentispicum ingår i släktet Piper och familjen pepparväxter. Inga underarter finns listade i Catalogue of Life.